# جيمس ألان غاردنر
جيمس ألان غاردنر (بالإنجليزية: James Alan Gardner)‏ (و. 1955  م) هو مؤلف، وكاتب، وكاتب خيال علمي كندي، ولد في أونتاريو.

## التعليم
تعلم في جامعة واترلو.

## جوائز
حصل على جوائز منها:
- Writers and Illustrators of the Future [الإنجليزية]‏
- جائزة اورورا [الإنجليزية]‏.